# Mathias Döpfner
Mathias Döpfner (Bonn, 15 gennaio 1963) è un editore, giornalista e scrittore tedesco, CEO e proprietario col 22% del gruppo di media Axel Springer SE e presidente dell'Associazione federale degli editori digitali e degli editori di giornali (BDZV).

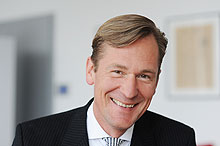
Mathias Döpfner

Considerato un lobbista, ha un patrimonio privato di un miliardo di euro (ottobre 2020).
Friede Springer, vedova del fondatore Axel Springer e a capo del gruppo, ha designato Döpfner suo successore nel 2020 e nel 2021 gli ha dato azioni e diritti di voto per oltre 1 miliardo di euro.

## Biografia
Döpfner è cresciuto a Offenbach am Main. Sua madre era una casalinga e suo padre, Dieter C. Döpfner, era professore universitario di architettura e direttore del Offenbach College of Applied Arts dal 1966 al 1970.
Ha studiato musicologia, letteratura tedesca e scienze teatrali a Francoforte e Boston.

## Carriera
Döpfner ha iniziato la sua carriera nel 1982 come critico musicale del supplemento Frankfurter Allgemeine Zeitung.  Dopo aver lavorato come corrispondente della FAZ a Bruxelles, Döpfner si è trasferito a Gruner + Jahr nel 1992, inizialmente come impiegato a Parigi del membro del consiglio di amministrazione Axel Ganz, in seguito come assistente del CEO Gerd Schulte-Hillen.
Nell'aprile 1994, Döpfner divenne caporedattore del settimanale berlinese Wochenpost. Nel 1996 ha assunto la carica di caporedattore del tabloid di Amburgo Hamburger Morgenpost.

### CEO di Axel Springer SE

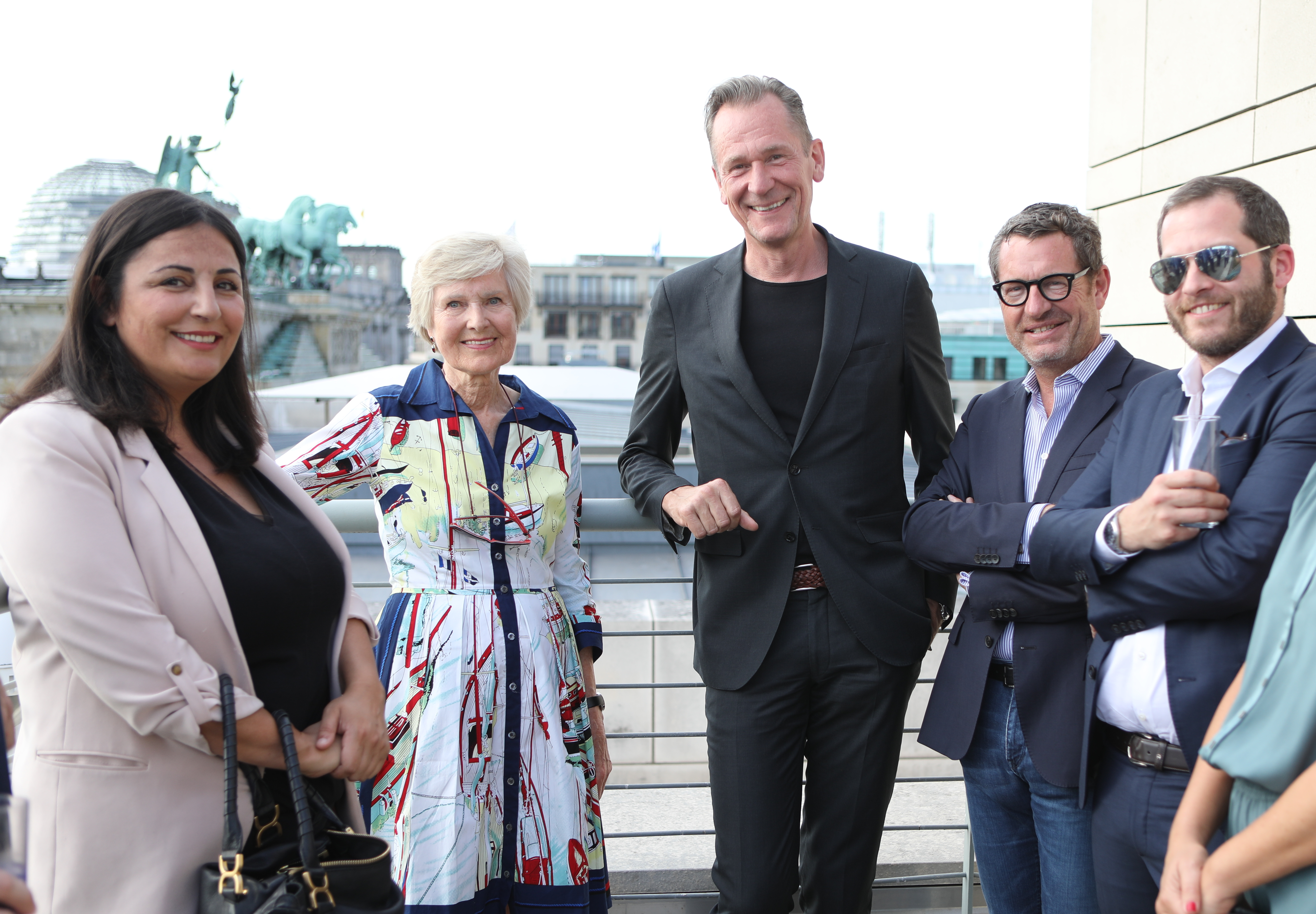
Düzen Tekkal, Friede Springer, Mathias Döpfner, Kai Diekmann e Julian Reichelt sul tetto dell'ambasciata degli Stati Uniti a Berlino (2019)

Nel marzo 1998, Döpfner fu nominato caporedattore del quotidiano nazionale Die Welt di Axel Springer SE. Nel 2000 Döpfner è diventato membro del consiglio di amministrazione di Axel Springer SE e capo della divisione giornali e CEO nel 2002.
Nel 2020, Friede Springer ha designato Döpfner come suo successore in quanto ha donato, venduto e trasferito a lui il diritto di voto della sua partecipazione nel business editoriale. In base all'accordo, ha venduto una quota del 4,1% a Döpfner e ha donato il 15% in più, portando la sua quota diretta al 22%. Gli ha anche trasferito i diritti di voto per il suo restante 22%.

#### Attività giornalistiche ed editoriali
Döpfner parla regolarmente di media e questioni socio-politiche, economiche e culturali. Particolare attenzione è stata data al suo dibattito con il premio Nobel Günter Grass, documentato da Der Spiegel (giugno 2006). Döpfner ha sorpreso con la confessione: "Sono un sionista non ebreo". Accanto ai temi delle minacce del fondamentalismo islamico e dell'immagine degli Stati Uniti in Germania, la discussione si è concentrata anche sui risultati e i fallimenti del movimento del 1968. Döpfner ha pubblicato la sua opinione sulla minaccia dell'islamismo nel suo saggio WELT "L'Occidente e le risate beffardo dell'islamismo".
Nel luglio 2009, ARD TV ha trasmesso il film di Döpfner "Il mio amico George Weidenfeld". Döpfner vede il ritratto cinematografico, in cui accompagna Lord Weidenfeld nei suoi viaggi e negli incontri e interviste a compagni di spicco come Daniel Barenboim, Helmut Kohl, Angela Merkel o Shimon Peres, come "un approccio molto soggettivo a un grande europeo".
Ha più volte commentato i temi della libertà e della digitalizzazione, in particolare nell'autunno del 2010 come visiting professor presso l'Università di Cambridge. Con il titolo "Libertà e rivoluzione digitale", Döpfner ha tenuto tre conferenze, che hanno affrontato il difficile rapporto dei tedeschi con la libertà, l'erosione globale della libertà e le sue cause e la digitalizzazione come quarta grande rivoluzione culturale e il suo impatto sulla libertà di stampa, la privacy e il giornalismo, nonché nel suo libro "Die Freiheitsfalle - La trappola della libertà" pubblicato da Propyläen Verlag nel 2011, in cui si concentra sulla crescente stanchezza dell'Occidente di difendere la libertà. Prendendo come esempi tre eventi spartiacque – la caduta del muro di Berlino, Nine Eleven e la crisi finanziaria – Döpfner analizza i trionfi, le minacce e gli eccessi delle società liberali e sostiene che la libertà deve essere combattuta, difesa e risolta quotidianamente, e che le società democratiche non sono state sufficientemente risolute in questo senso. Rischiavano di cadere nella trappola della libertà e di perdere la libertà per inazione o di tradirla difendendola con i mezzi sbagliati. Accanto al potere della libertà in politica e negli affari, Döpfner riflette sullo spirito di libertà nella musica, nella letteratura e nella pittura sulla base di tre opere centrali di Richard Wagner, Thomas Mann e Gustave Courbet. Il libro si chiude con un'analisi del mondo digitale, in cui Döpfner sottolinea l'ambivalenza di Internet come piattaforma critica dell'autorità e allo stesso tempo strumento di monitoraggio controllato dall'autorità.
I contributi di Döpfner alla politica dei media includono keynote, ad esempio alla NOAH Conference Berlin 2015 o allo SPIEGEL Publishers Forum, i cui focus sono stati la creazione di contenuti online a pagamento e la differenziazione tra media privati e pubblici nei canali digitali.
In occasione del centenario della nascita di Axel Springer nel maggio 2012, Döpfner ha espresso la sua personale visione del fondatore nel suo discorso ironico, recitando una lettera fittizia all'editore.
In una lettera aperta al presidente esecutivo di Google, Eric Schmidt, ha criticato la società di motori di ricerca, innescando così un dibattito pubblico.

#### Il caso della satira su Erdoğan
Nell'aprile 2016, Döpfner ha mostrato solidarietà con l'attore satirico tedesco Jan Böhmermann in una lettera aperta. Nel suo spettacolo "Neo Magazine Royale", Böhmermann aveva precedentemente illustrato la differenza tra satira e critica offensiva basata su una poesia sul presidente turco Erdoğan, che ha portato al risentimento nel governo turco e alla pubblica accusa in Germania (affare Böhmermann). Erdogan ha successivamente chiesto un'ingiunzione contro Döpfner nel maggio 2016 presso un tribunale tedesco. La richiesta è stata respinta in primo e secondo grado. 
Nel novembre 2017, Döpfner ha condannato Kuwait Airlines per aver impedito a un passeggero israeliano di volare.

#### Il caso del direttore della Bild
Nel marzo 2021 in seguito alle accuse rivolte dal New York Times sugli abusi di potere esercitati da Julian Reichelt, direttore del Bild, Döpfner ha affermato che nel valutare Reichelt si dovrebbe esercitare maggiore cautela. Il giornalista è stato sospeso e poi reintegrato. In ottobre, il New York Times ha descritto l'ambiente del Bild come malsano. Il giorno dopo Reichelt è stato licenziato. 
Come presidente dell'Associazione federale degli editori digitali Döpfner ha chiesto ai dipendenti tramite un video, di riferire in merito agli abusi di potere e agli atteggiamenti irrispettosi nei rapporti professionali, di parlare apertamente e "di non avere paura". Ha criticato il New York Times per aver pubblicato un messaggio SMS privato. Ha dichiarato che un messaggio di testo privato non era un discorso pubblico ed è stato preso fuori contesto.

## Vita privata
Döpfner è sposato con Ulrike Weiß, figlia di Ulrich Weiß, ex membro del consiglio di amministrazione di Deutsche Bank AG. Hanno tre figli. Ha un altro figlio avuto da una relazione con Julia Stoschek.

## Opere
- Mathias O.C. Döpfner, Thomas Garms, Neue Deutsche Welle. Kunst oder Mode? Francoforte sul Meno; Berlino; Vienna: Ullstein, 1984, ISBN 3-548-36505-1 (Ullstein-Buch, 36505; Populäre Kultur)
- Mathias O.C. Döpfner, Thomas Garms, Erotik in der Musik. Francoforte sul Meno; Berlino: Ullstein, 1986, ISBN 3-548-36517-5 (Ullstein-Buch, 36517; Populäre Kultur)
- Axel Springer. Neue Blicke auf den Verleger; eine Edition aktueller Autorenbeiträge und eigener Texte. Editore: Mathias Döpfner. Amburgo: Springer, 2005, ISBN 3-9809879-9-X
- Reform statt Subvention – Warum wir verlässliche gesetzliche Maßstäbe für Fusionsvorhaben und Schutz kreativer Leistungen brauchen, in: Krautscheid/Schwartmann (editors), Fesseln für die Vielfalt? Das Medienkonzentrationsrecht auf dem Prüfstand, C.F Müller Verlag, Heidelberg 2010
- Die Verlage sind im digitalen Zeitalter stärker, als sie selbst denken. In: Hubert Burda, Mathias Döpfner, Bodo Hombach, Jürgen Rüttgers (a redattori): 2020 - Gedanken zur Zukunft des Internets. Klartext, Essen, 2010, S. 177–182. ISBN 978-3-8375-0376-0
- Die Freiheitsfalle - Ein Bericht. Berlino: Propyläen, 2011, 256 pagine, ISBN 978-3-5490-7372-8
- Anselm Kiefer/Mathias Döpfner, Kunst und Leben, Mythen und Tod. Ein Streitgespräch, Quadriga Verlag, 2012
- Leser und Kundenorientierung in einer digitalisierten Medienwelt - Eine Zwischenbilanz, in: Stadler/Brenner/Hermann, Erfolg im digitalen Zeitalter, Frankfurter Allgemeine Buch Verlag, 2012
- Saggio "La risata è antiautoritaria, la risata è libertà", 12 gennaio 2015
- Die Welt gehört denen, die neu denken. In: Kardinaltugenden effektiver Führung. Drucker, Peter F. (a cura di), München: Redline Verlag, 2014. ISBN 978-3-86881-396-8
- "Berlin ist das Herz Europas, ich kenne kein anderes": Axel Springer und seine Stadt. Berlino: Edizione Braus. ISBN 978-3862281350.
- Abschied vom Pessimismus. In: Die Idee des Mediums - Reden zur Zukunft des Journalismus / Bernhard Pörksen ; Andreas Narr (a cura di), von Halem 2015. ISBN 978-3-86962-146-3